# Félix Guattari
Pierre-Félix Guattari (franceză: [gwataʁi]) (n. 30 aprilie 1930, Villeneuve-les-Sablons, Picardie⁠(d), Franța – d. 29 august 1992, La Borde clinic⁠(d), Centre, Franța) a fost un activist politic francez, anti-psihiatru, critic, psihanalist, filosof și semiolog.
A devenit cunoscut pentru elaborarea conceptelor de ecozofie și schizanaliză, împreună cu Gilles Deleuze. Cele mai importante lucrări elaborate de cei doi filozofi fiind Capitalism and Schizophrenia: Anti-Oedipus (1972) și A Thousand Plateaus (1980).